# Lijst van voormalige moskeeën in Gibraltar
Dit is een lijst van voormalige moskeeën in Gibraltar. In deze lijst staan voormalige moskeeën die na de reconquista veranderd werden in christelijke gebouwen.

## Lijst van voormalige moskeeën in Gibraltar
| Huidige naam                          | Moskee naam | Foto | Jaar geopend | Jaar gesloten | Opmerking |
| ------------------------------------- | ----------- | ---- | ------------ | ------------- | --- |
| Kathedraal van Saint Mary the Crowned |             |      |              | 1462          | Het originele gebouw van de huidige kathedraal werd gebouwd tijdens de Spaanse periode. Vlak na de herovering van de stad naar de Moren, werd de belangrijkste moskee verordonneerd om te worden ontdaan van zijn islamitische verleden en ingewijd als de parochiekerk (Santa Maria la Coronada y San Bernardo). Echter, onder de heerschappij van de katholieke vorsten, werd het oude gebouw gesloopt en werd een nieuwe kerk opgetrokken, in gotische stijl. De kleine binnenplaats van de kathedraal is het overblijfsel van het grotere Moorse hof van de moskee. |
| Shrine of Our Lady of Europe          |             |      |              | 1462          | Aan het begin van de 14e eeuw, tijdens de Moorse periode van de stad, werd een kleine moskee gebouwd in Europa Point. Het is bekend dat tijdens de eerste Spaanse periode (1309-1333) de moskee werd veranderd in een christelijk heiligdom. Op 20 augustus 1462, op de feestdag van St. Bernard van Clairvaux, heroverden de Spanjaarden Gibraltar van de Moren. Ze bekeerden de kleine moskee op Europa Point opnieuw tot een christelijk heiligdom ter ere van Onze-Lieve-Vrouw als Patrones van Europa.                                                             |